# Dezső Lemhényi
Dezső Lemhényi, né le 9 décembre 1917 à Budapest et mort le 4 décembre 2003 dans la même ville, est un joueur de water-polo hongroise.

## Biographie
Il est le mari de la gymnaste Olga Tass.
Il est sélectionné en équipe de Hongrie de water-polo de 1940 à 1952 ; il remporte la médaille d'argent aux Jeux olympiques d'été de 1948.
Il entre à l'International Swimming Hall of Fame en 1998.